# 第一次十字军东征
第一次十字军东征（1096年－1099年）是由西方基督教世界所发起的一项军事行动，旨在收复穆斯林的征服中被占领的黎凡特聖地，最终以1099年十字军攻陷耶路撒冷收尾。1095年，教宗乌尔巴诺二世最初为了应东罗马帝国皇帝阿歷克塞一世的求援，而号召西方志愿军前往拜占庭帝国抵御塞尔柱人从安纳托利亚而来的入侵，此入侵可能是達尼什曼德王朝，一個源自亞美尼亞的突厥化亞美尼亞裔伊斯蘭國家，而突厥人的民族主要來源可能就是自該國。后来，东征的目的逐渐演变为夺回圣地及耶路撒冷城，并将东方基督教从伊斯兰的统治中解放出来。
十字军隊员主要为来自西欧各国的骑士和农民，他们跋山涉水，来到君士坦丁堡，而后又将战矛转向耶路撒冷。队伍中的农民数量大大超过骑士，但由于他们沒受过战斗训练，因此最初十字军并未到达圣城。1099年，重新组织的十字军大军攻陷耶路撒冷，并屠杀了城中大量的穆斯林和犹太居民。东征过程中，西方人在黎凡特建立了耶路撒冷王国、的黎波里伯国、安条克公国和埃德萨伯国四个十字军国家。由于十字军对耶路撒冷这座461年未在天主教控制下的圣城怀有极强的热忱，因而他们拒绝将夺取的土地归还给拜占庭帝国。
第一次十字军东征是基督徒对于穆斯林的勢力扩张的一次回应，其后的近两百年内，第二次东征至第九次东征纷至沓来。同时，东征也间接重啟了西罗马帝国灭亡以來衰落的国际贸易，東西方交流大量增加，使得西方走出了中世紀並拓展了希臘羅馬的文化成為可能。

## 背景
十字军，尤其是首次东征的十字军，其起源情况在历史学家中有着广泛的争论。十字军通常会跟11世纪的欧洲的政治与社会环境联系在一起，罗马教廷改革运动的兴起，及基督教与伊斯兰教在欧洲与中东的政治、宗教对抗。在古典时代晚期，基督教传向欧洲、非洲和中东，但是到了8世纪早期，由于伊斯兰世界的扩张，基督教的传播被限制在了安纳托利亚以西。阿拉伯帝国倭马亚王朝夺取了拜占庭帝国统治下的叙利亚、埃及和北非，又从西哥特王国手中攻取西斯班尼亚。在北非，倭马亚帝国最终垮台，留下诸多如阿格拉比德这样的穆斯林小王国，他们在9世纪进攻意大利。比萨、热那亚和加泰罗尼亚等基督教国家遂与他们展开了争夺地中海控制权的战斗，如马赫迪耶之战，及在马略卡岛和撒丁岛的战役。

### 欧洲局势
在基督教世界与伊斯兰扩张的西部边境，即伊比利亚半岛上，基督徒在11世纪前便已展开收复失地运动，但运动是时断时续的，且并不以十字军为名。11世纪后，外来的骑士，尤其是来自法兰西的骑士逐渐增多，开始协助伊比利亚的基督徒。在第一次十字军东征前夕不久，乌尔巴诺二世曾鼓动伊比利亚的基督徒夺回塔拉戈纳，当时教宗就已使用了一些后来向欧洲十字军宣道时用的符号和词藻。
自10世纪萨克森人、维京人、马扎尔人等民族基督教化之后，西欧内部已基本趋于稳定，然而法兰克帝国加洛林王朝的分崩离析使得那些整日只识打斗的武士有了用武之地。封建领主麾下的骑士阶层四处混战，教会为了维护自身的利益，宣布了神命合约，以限制战争的发动和进行。同时，带着教会改革理念的教廷与世俗世界的神圣罗马帝国发生冲突，引发叙任权斗争。教宗額我略七世在斗争中在神学理论上使征伐皇帝及其支持者正当化，教宗也获得了以基督教世界的名义征召骑士，对抗教会的敌人，以及讨伐安达卢斯和东部的塞尔柱王朝的权力。
1054年东西教会大分裂后，欧洲天主教世界的东部，毗邻的是由基督教的另一分支东正教教徒所组成的拜占庭帝国。有历史学家认为，尽管乌尔巴诺二世从未明说，发动东征的动机包含西方教宗欲将其权威强加于东罗马帝国。。拜占庭在1071年曼齐刻尔特战役中大溃败之后，塞尔柱王朝几乎占领了整个安纳托利亚。克莱芒会议前夕，拜占庭帝国已经丧失了半壁江山。此时，东罗马帝国皇帝阿历克塞一世只保有巴尔干地区和安纳托利亚半岛的西北部，且两面受敌：西边的诺曼人和东边的塞尔柱人。格里高利七世开始呼吁“基督的战士”（milites Christi）前往支援拜占庭。大多数人忽视了这一呼吁，甚至有人表示反对。不过，教会的声音还是引发人们关注东部局势。

### 中东局势

阿拉伯帝国的扩张，至倭马亚王朝达到极盛
先知穆罕默德时期的疆域，622-632
四大哈里发时期的疆域，632-661
倭马亚王朝时期的疆域，661-750

十字军东征之前，拜占庭一直为了安纳托利亚和叙利亚的控制权在与塞尔柱及其他突厥王朝战斗。塞尔柱信仰伊斯兰教逊尼派，建立了极盛但短暂的塞尔柱帝国，1092年马立克沙一世死后帝国旋即分裂，直到十字军西来之时，只剩下若干小国。基利傑阿爾斯蘭一世统治着安纳托利亚的罗姆苏丹国，突突什一世则执掌叙利亚。突突什1095年死后，其子法赫尔·穆尔克·拉德温和杜卡克分别继承了阿勒颇和大马士革，其后内部一直分裂并且相互对立。
尽管阿拉伯人的国土已经在塞尔柱人到了后显著萎缩，但当时埃及与巴勒斯坦的大部仍在什叶派的法蒂玛王朝统治之下。塞尔柱与阿拉伯法蒂玛王朝的战事一度阻断了基督徒朝圣的道路。法蒂玛王朝名义上奉穆斯塔利为哈里发，实质大权却落于維齊爾（即宰相）阿夫达·沙汉沙阿的身上。1073年（也有人说是1076年），维齐尔统治下的法蒂玛王朝被塞尔柱突厥人夺走耶路撒冷；不过1098年，也就是十字军到了之前，他们又从阿尔图格王朝——一个与塞尔柱人联合的突厥小部落——手中拿回了圣城。

### 历史研究
尽管历史学家们提出了一系列第一次十字军东征的原因，但目前已很难了解导致事件发生的真正和完全的渊源。不同的研究者对东征复杂的缘由有着不同的理解。近代的一位德国历史学家，卡尔·埃德曼，提出了所谓的“埃德曼理论”，把十字军的出现和11世纪改革运动直接联系起来。这一率先提出的观点认为，向东方开战与对困战中的拜占庭的援救是十字军的首要目的，而夺取耶路撒冷虽大众但只是此次东征次要的目标。
对于埃德曼的看法，后来的历史学家或在此基础上进行发展与扩充，或展开反驳。精于希腊历史学的学者斯皮罗斯·维廉尼斯强调了伊斯兰势力崛起以及后来塞尔柱猛攻对西方所造成的巨大影响。英国人史蒂文·朗西曼则有着不同的观点，他认为十字军成员被所谓的神赐圣战及一种“普遍的躁动和欲尝试冒险”的混合心理所鼓动，这尤其体现在诺曼人和法国贵族身上。朗西曼甚至提出，当时的西方并没有感到对伊斯兰世界的恐惧，“居住在巴勒斯坦的基督教徒们之前可从没享受过11世纪中期获得的快乐”。然而，朗西曼的理论只参考了1029年至1073巴勒斯坦地区在法蒂玛王朝统治下的情况，而并不能囊括后来的情形。他对巴勒斯坦基督徒地位的乐观看法甚至在11世纪晚期就难以成立，因为鲜有记录这段时期内巴勒斯坦基督徒的文字资料流传下来，实际上可以说，没有关于基督教的资料在塞尔柱人统治下得以保存。与朗西曼的看法截然相反，根据当时犹太文献开罗贮藏室文献和后来的一些穆斯林文献记载，塞尔柱人对巴勒斯坦地区的侵略和占领（1073年至1098年）是一场“屠杀与破坏，经济凋敝，民不聊生”。而早期的作者，如叙利亚的米海尔也确实记载着塞尔柱人对叙利亚和巴勒斯坦的征服是“残酷的摧毁和掠夺”。
史学家托马斯·阿斯布里奇认为是教宗乌尔巴诺二世试图扩大基督教的权威，并弥合自1054年分裂的罗马教廷与君士坦丁堡教廷而发动东征。但缺少乌尔巴诺二世本人的文字佐证阿斯布里奇的观点，现存的四封乌尔巴诺二世的信件中也未体现出这种动机。根据阿斯布里奇所说，伊斯兰教的传播无关紧要，因为“伊斯兰和基督世界已经和睦共处很久”。但阿斯布里奇忽视了突厥人占领安纳托利亚和南叙利亚已经打破此地由复兴的拜占庭帝国和逐渐发展的伊斯兰教国家在10世纪和11世纪早期一直保持的紧张但相对稳定的平衡。1071年曼齐刻尔特战役后，穆斯林夺走了拜占庭过半的领土，克莱芒会议之前的十年里，诸如安条克、尼西亚这些极其重要的战略和宗教城市也落入穆斯林手中。不仅如此，约翰·斯基里泽斯、迈克尔·阿塔莱特斯、埃德萨的马修、叙利亚的米海尔等人所编纂的编年史中对于塞尔柱突厥人侵略安纳托利亚的记载，也都与阿斯布里奇描绘的11世纪下半叶基督教与伊斯兰教“和睦相处”的情形不符。
托马斯·麦登提出与阿斯布里奇截然相反的看法：十字军毫无疑问是因教会改革和试图宣扬教宗权威而产生的，而东征是出于虔诚心态，以解放“在突厥人手里遭受水深火热生活”的基督教同伴。这种观点强调了塞尔柱人在征服之后所展开的暴力是有别于普遍的伊斯兰文明发展的。克里斯托弗·泰曼在他的研究中则将上述的两种观点进行了糅合，即十字军的产生既有教会改革和圣战理论的因素，也是一种对伊斯兰在欧洲与中东的冲突的回应。在约纳舍恩·莱里-史密斯看来，歉收、人口过剩，以及由此产生的迈向欧罗巴边境地区的殖民运动促成了十字军的形成，莱里-史密斯同时又指出：“当时的大多数评论者和如今的少数历史学者坚持认为驱使十字军东征的首要动机是名副其实的理想主义”。
十字军应伊斯兰入侵而生的学说可以上溯到12世纪史学家泰尔的威廉，他所纂写的编年史记载了自哈里发奥马尔夺取耶路撒冷后的历史。虽然在首次十字军东征数世纪前穆斯林就已经开始向西方扩张，但对于11世纪末西欧的天主教徒而言已比较陌生，近来所发生的事件才令他们印象深刻。比如，1009年，耶路撒冷城内的圣墓教堂被法蒂玛哈里发暴君哈基姆毁坏，教宗思齊四世当即号召开展一次军事远征；法国甚至发生众多犹太社区被误当作报复对象受攻击的闹剧。尽管哈基姆死后圣墓教堂被重建，朝觐也恢复了，朝圣者却仍旧会遭受本地穆斯林的袭击。另外，突厥人侵入安纳托利亚和北叙利亚的事件也被东罗马的史书理所当然地记叙为野蛮而有破坏性的，以此，拜占庭将求援信呈予教宗，征求西欧基督世界给予救援。

## 克莱芒宗教会议

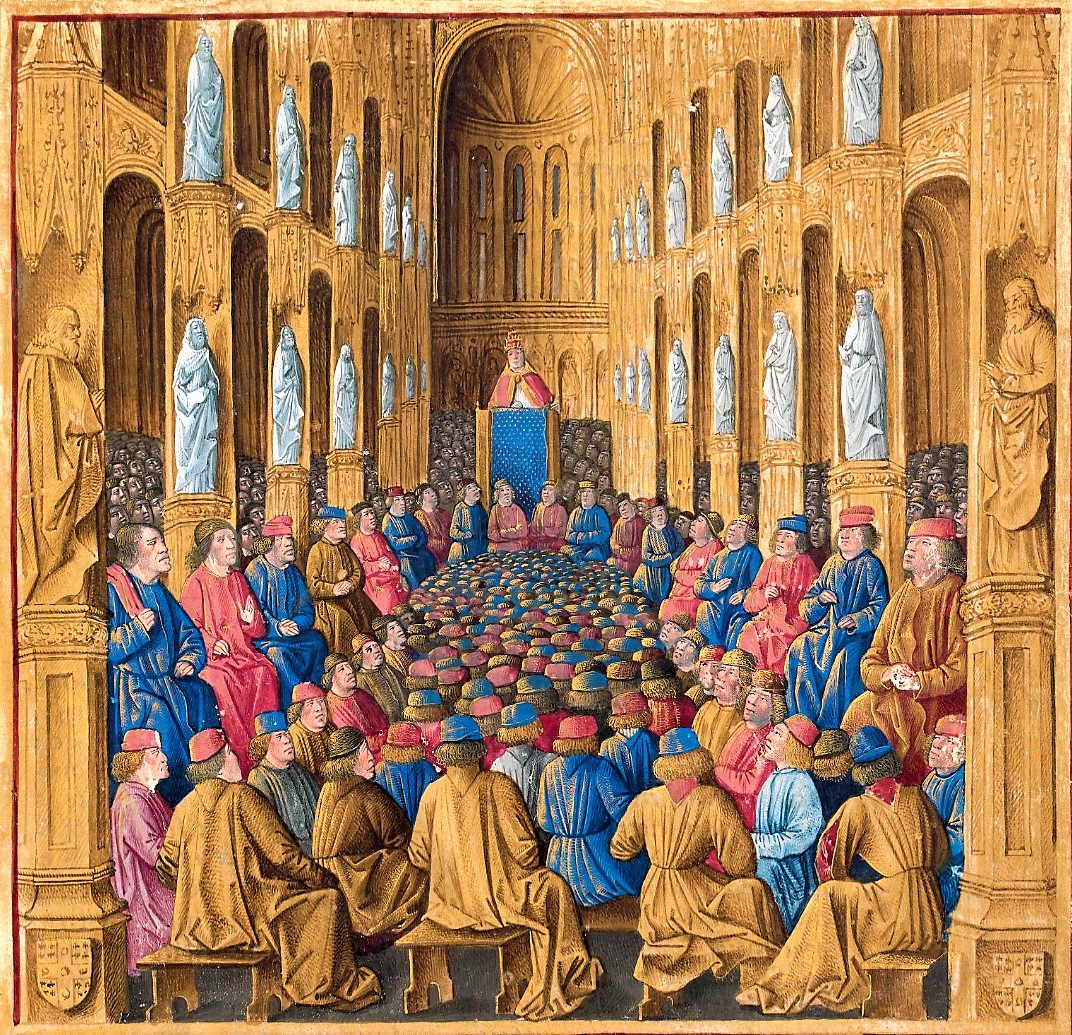
教宗乌尔巴诺二世召开克莱芒宗教会议

总之，十字军的出现脱胎于11世纪整个欧洲的社会政治环境，但最终直接触发十字军东征的，则是拜占庭皇帝阿历克塞一世·科穆宁的求援。由于塞尔柱人已经攻取了尼西亚，迫近君士坦丁堡，使得阿历克塞开始担忧敌军进一步的进犯。1095年3月，阿历克塞派遣使节前往皮亚琴察向乌尔巴诺二世寻求帮助。或许是希望修复逾四十年间东西教会的大分裂，并在教宗的权威下统一基督教世界，乌尔巴诺二世爽快地答应了这一请求。
1095年7月，教宗回到家乡法国，招募远征军。他在行程中开展了一系列慷慨激昂的演说，并在克莱芒掀起波澜。乌尔巴诺二世向集会上大群法国贵族和教士形象具体地描述了朝圣者和东方基督徒们所受的荒诞暴行。记载的演说内容有五个版本，或许来自于克莱芒的与会者，亦可能出自于十字军成员之手，而后世的历史学家（如泰尔的威廉和马姆斯伯里的威廉）也留下了另外一些版本。不过因为上述的所有版本均写于耶路撒冷被十字军夺回之后，所以很难了解到教宗在克莱芒会议上到底说了些什么，而那些内容则是杜撰出来的。存至现世的一手资料仅有少量乌尔巴诺二世在1095年所写的信件。
五个版本的记载在细节上都有所不同。四个版本中的乌尔巴诺二世大体上谈及了欧洲的战争和维持神命和平的必要；谈及了应帮助前来求救的希腊人；谈及了敌人对东方基督徒所犯的罪恶；并谈到武装朝圣者可以发动新型战争，若死于这场伟业亦可在天堂受到嘉奖，洗清罪恶。各个版本的文字均未明确提及耶路撒冷是东征的最终目标；但部分资料称乌尔巴诺二世曾表示他本人一直期望远征军到达圣城。根据其中一份文字的记载，教宗演讲过后，狂热的听众高声哭喊“以天主的名义”（Deus vult）。但其他版本的講稿中并未包含此细节。

### 十字军的招募
乌尔巴诺二世精心策划了自己的演讲；而后又与勒皮主教阿希马尔、图卢兹伯爵雷蒙德四世商议召集十字军的计划，立即得到了这两位法国南部重要诸侯的支持。阿希马尔亲身参与了克莱芒会议，首当其冲要投身于十字军的圣战中。在1095年随后的時間與至1096年，教宗在整个法兰西传播其旨意，又敦促法兰西、德意志、意大利等地区的主教、使节在各自的教区布道。不过，鼓动效果之强大大出乎教宗和阿希马尔的意料。乌尔巴诺二世原本想禁止部分群体（包括女人、修士、病人）参与十字军，但他未能实现。于是，最后多数响应号召的人不是骑士，而是那些并不富裕，缺少战斗能力，却十分虔诚的农民。参与者们被要求发誓他们将完成前往圣墓教堂的朝觐之旅，他们可以得到十字架，通常会被缝在衣裳之上。
据托马斯·阿斯布里奇的说法，“除了估算，我们无从知道这成千上万相应者的确切数字，同样地，光凭仅存的证据我们也无法真正洞察他们的动机和意图。”曾有一批学者称十字军为贪婪所驱使，他们渴望离开法国的战火，寻找更理想的生活，但阿斯布里奇并不认同，“这种理解是……纯粹的误导。”他指出贪婪并不是主要因素，因为离家远行所需的开支相当大，而且大多数十字军成员在完成朝圣的目标后没有选择取得圣地的封地，而都最终回到了家乡。由于缺少历史记录，无法准确评估这成群的穷人们踏上远征道路的动机；甚至那些肩负重要使命的骑士们，他们的故事也仅仅依靠僧侣和教士们的口述传播。鉴于中世纪世俗世界根深蒂固地与宗教精神世界相连，个人的虔诚倒很可能是许多十字军远征的主因。
尽管世俗大众热情高涨，乌尔巴诺二世仍需确保法国贵族组建骑士组成的军队。除了阿希马尔和雷蒙德以外，1096年，教宗又说服了教宗国在意大利南部的盟友塔兰托伯爵博希蒙德一世、博希蒙德的侄子坦克雷德、早先反对教会改革的神圣罗马帝国的布永的戈弗雷、戈弗雷的兄弟布洛涅的鲍德温、被逐出教会的法王腓力一世的兄弟韦尔芒杜瓦伯爵于格一世、英王威廉二世的兄弟诺曼底公爵罗贝尔二世，以及罗贝尔的亲戚布卢瓦伯爵斯蒂芬二世和法蘭德斯伯爵羅貝爾二世。十字军来自于法兰西、法兰德斯、德意志和南意大利，庞大的队伍被划分为四支分队，虽有着同样的目标，却缺乏相互的配合。
十字军由法兰西的望族领导，他们背井离乡，耗费巨资与整个家族启程。诺曼底的罗贝尔二世就把诺曼底公爵爵位抵押给他的兄弟威廉二世，而戈弗雷也将自己的财产或出售或抵押与教会。据坦克雷德的传记，他原本为自己在此前的战争中犯下的罪恶而担忧，听说外行使武力可以赎罪而感到尤为兴奋。坦克雷德和博希蒙德，还有戈弗雷、鲍德温，以及他们的兄长布洛涅伯爵尤斯塔斯三世都是拖家带口加入十字军的典型人物。在莱里-史密斯看来，这种近乎疯狂的热情可能是基于家族所有的共性，因为多数的法国十字军领袖互为远亲。尽管如此，个人原因也或多或少地驱动贵族参与东征。博希蒙德就渴望在东方收获一块封地，为此曾与拜占庭反目。东征正好为他提供了这个机会，在安条克围城战后，博希蒙德接管了这座城市并建立起安条克公国。

## 平民十字军

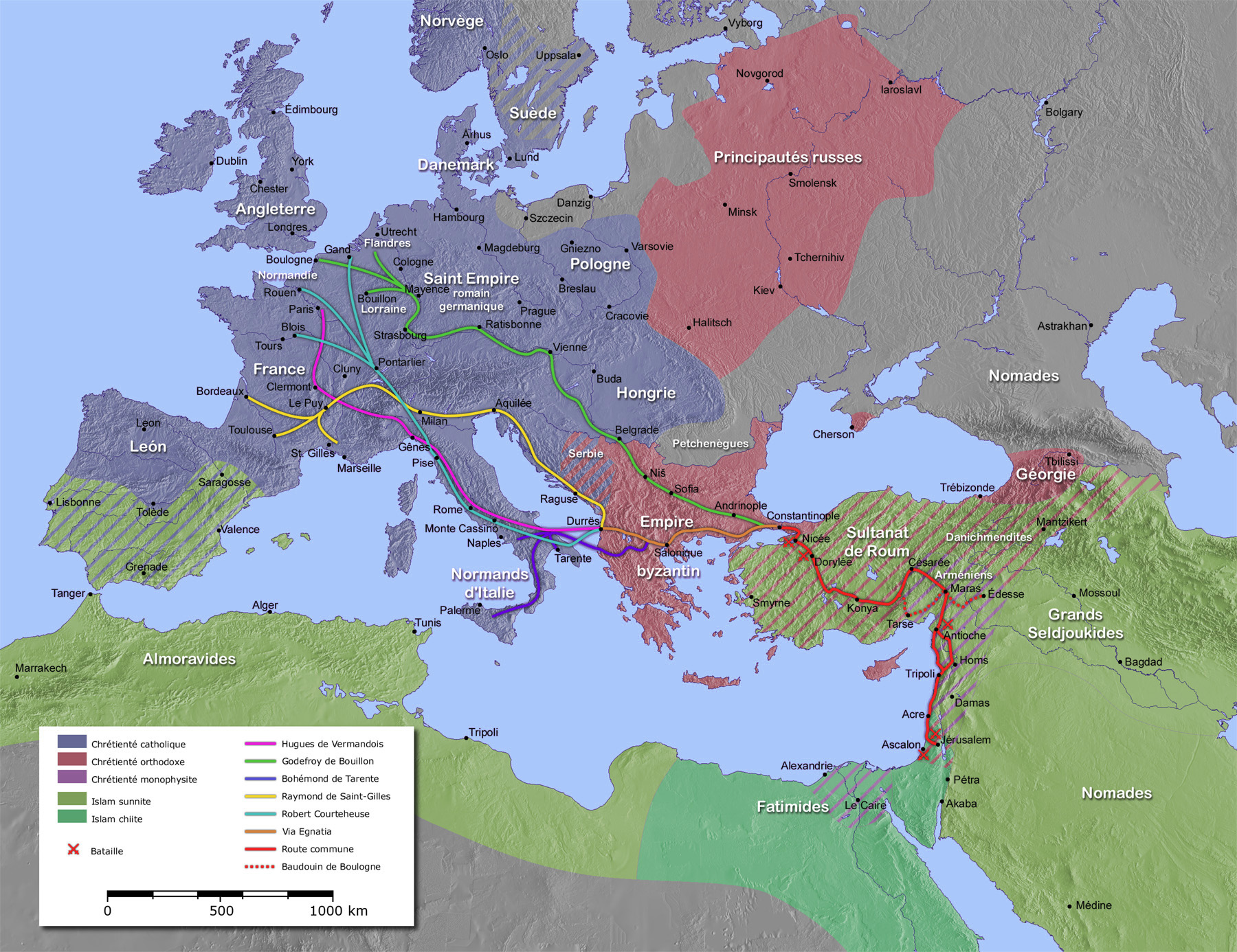
主要的十字军将领东征路线

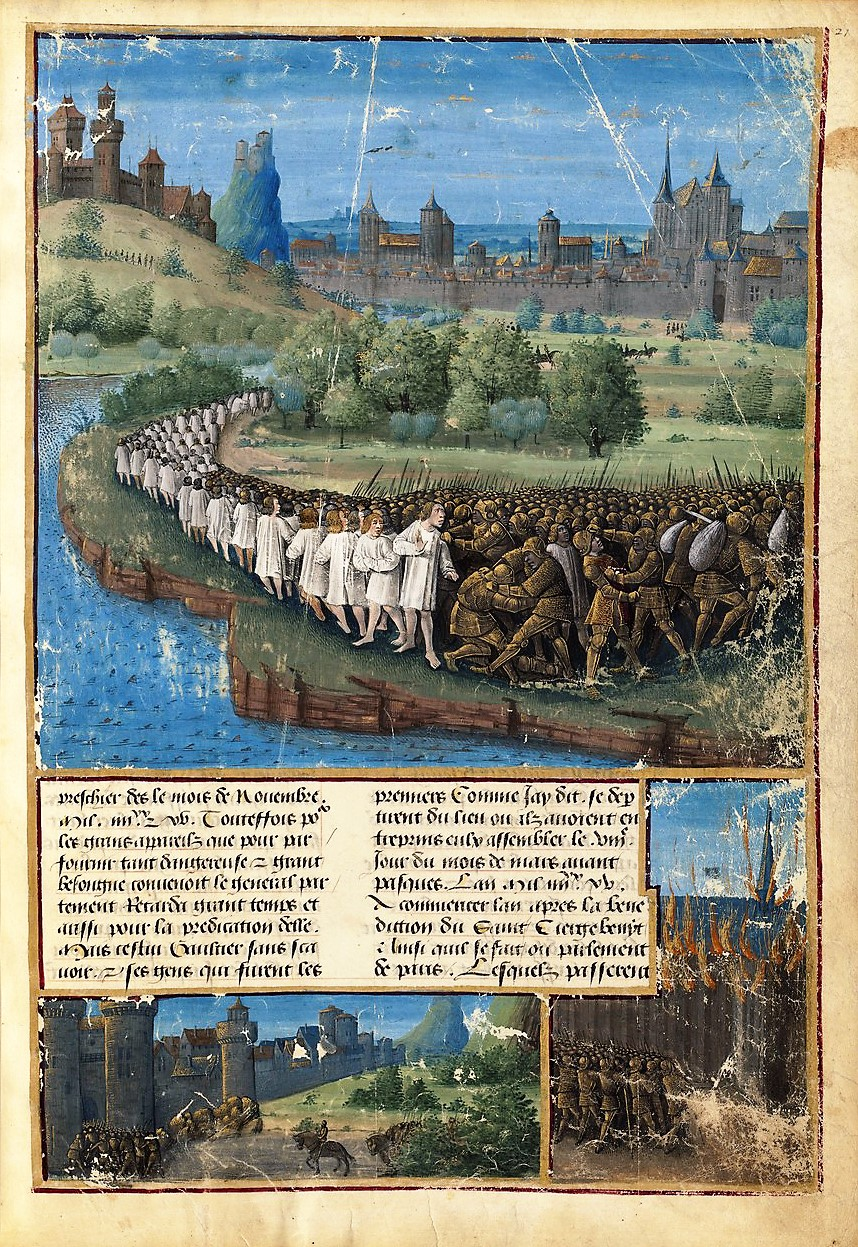
一幅描绘平民十字军被击溃场面的插画

法国贵族和他们训练有素的骑士虽然热情高涨，但未成为率先挺进耶路撒冷的军队。乌尔巴诺二世原本预定十字军于1096年8月15日，也就是圣母升天节这天集结出发。但在节日到来的数月前，出人意料地出现了一支由农民和少量的贵族组成的军队。該部隊的率領者為一位叫做隱士彼得且极具个人魅力的传道士，急不可待地踏上前往圣城的征程。虽然彼得可能并非乌尔巴诺二世在克莱芒钦点的“官方”神父，但他备受教宗鼓舞并使跟随者十分狂热。一个世纪之后，彼得已成为一位传奇人物；泰尔的威廉认为，正是彼得在乌尔巴诺二世的心中种下了十字军的构想（直到19世纪才被史学家们作为研究事实）。后世人们普遍认为彼得带领的是一帮未经训练，识字率低却规模庞大的农民，他们甚至不知道耶路撒冷城坐落何方，不过队伍中确有夹带着若干骑士，包括彼得的副手沃尔特·桑萨瓦尔本人。
由于严重缺乏军纪，尽管此时他们脚下的大地仍属于基督教世界，但彼得的跟随者们才行进至东欧的土地上便已经深感麻烦不断。沃尔特带领的分队在贝尔格莱德与匈牙利人因争夺食物展开了激战，不过他们之后安然无恙的地到达了君士坦丁堡。与此同时，彼得的部队也同匈牙利人遭遇并开战，或许攻占了贝尔格莱德。八月，彼得与其率领的平民十字军也来到君士坦丁堡，与先前到达的沃尔特以及来自法、德、意的分支部队会师。从波西米亚和萨克森启程的分队则早在越过匈牙利之前便分裂四散。
这群暴民为搜寻食物和其他补给品在城外四下攻击掠夺，为此皇帝阿历克塞在一周后迅速将平民十字军摆渡过博斯普鲁斯海峡。跨越海峡来到小亚细亚后，这支缺乏军纪的十字军开始分裂溃散，以掠夺乡村为目的，四散在尼西亚附近的塞尔柱人的领土之上。突厥人富有战斗经验，此时他们在军事实力上具有压倒性优势，大多数平民十字军因此惨遭屠戮。八月底，一部分意大利和德意志的平民十字军在凯瑞哥顿堡垒被击杀。彼得和沃尔特的追随者们是一支由50位骑士所率领的乌合之众，十月份，这支质量低劣的部队在赛维透特同突厥人短兵相接。突厥弓箭手摧毁了这部分十字军，沃尔特也战死沙场。彼得因折返求援或自保并未亲临这场战役，他旋即加入了随后的正规十字军中。

### 对莱茵犹太人的迫害
在西欧多地，鼓动十字军战争点燃了针对犹太人的攻击，许多历史学者视这次事件为“首次犹太人大屠杀”。在官方派遣的十字军出征前的几个月的时间里，即1095年底至1096年初，法兰西和德意志就已发生袭击犹太人社区的事件。1096年5月，弗隆海姆的埃米乔于施派尔和沃尔姆斯展开对犹太人的攻击。5月底，士瓦本、英格兰、洛林、法兰德斯等地的基督教徒也在领主的带领下跟随埃米乔掀起了毁坏犹太社区的行动。在美因茨，一位犹太妇女因不愿看到自己的孩子被残杀而亲手杀死了他们；首席拉比得知屠杀的来临而预先自杀。
在科隆、特里尔、梅斯等城市亦发生类似的迫害事件。在东部，一位名为福克马的牧师率众袭击了波西米亚的犹太人，同样身为神职人员的隱士彼得很可能也参与了暴力迫害犹太人的活动。埃米乔在进入匈牙利后被匈牙利国王卡尔曼击败，埃米乔本人打道回府，他的部队被驱散，其中一些士兵加入了十字军。
暴力迫害犹太人并不是教会官方的政策，以科隆大主教为首的许多基督教主教都尽其所能地保护犹太人。十年前，斯派尔主教就曾为保护城中的犹太人而派出一支驻防军队，并给予当地的首席拉比以社区内部的司法事务控制权。在其他地区，犹太人须以金钱为酬换取庇护。基督教徒攻击犹太人源于他们认为犹太人同穆斯林一样与基督教为敌，他们认为透过战斗可以使异教徒皈依基督教。许多基督教袭击者意图令犹太人改宗，不过他们对获取犹太人的金钱同样很感兴趣，据传布永的戈弗雷曾勒索科隆、美因茨的犹太人。还有相当多的十字军武士更認為，家乡附近尚有犹太教异教徒，却要不远万里、跋山涉水去消灭另外一帮异教徒，实在是莫名其妙。

## 十字军东征

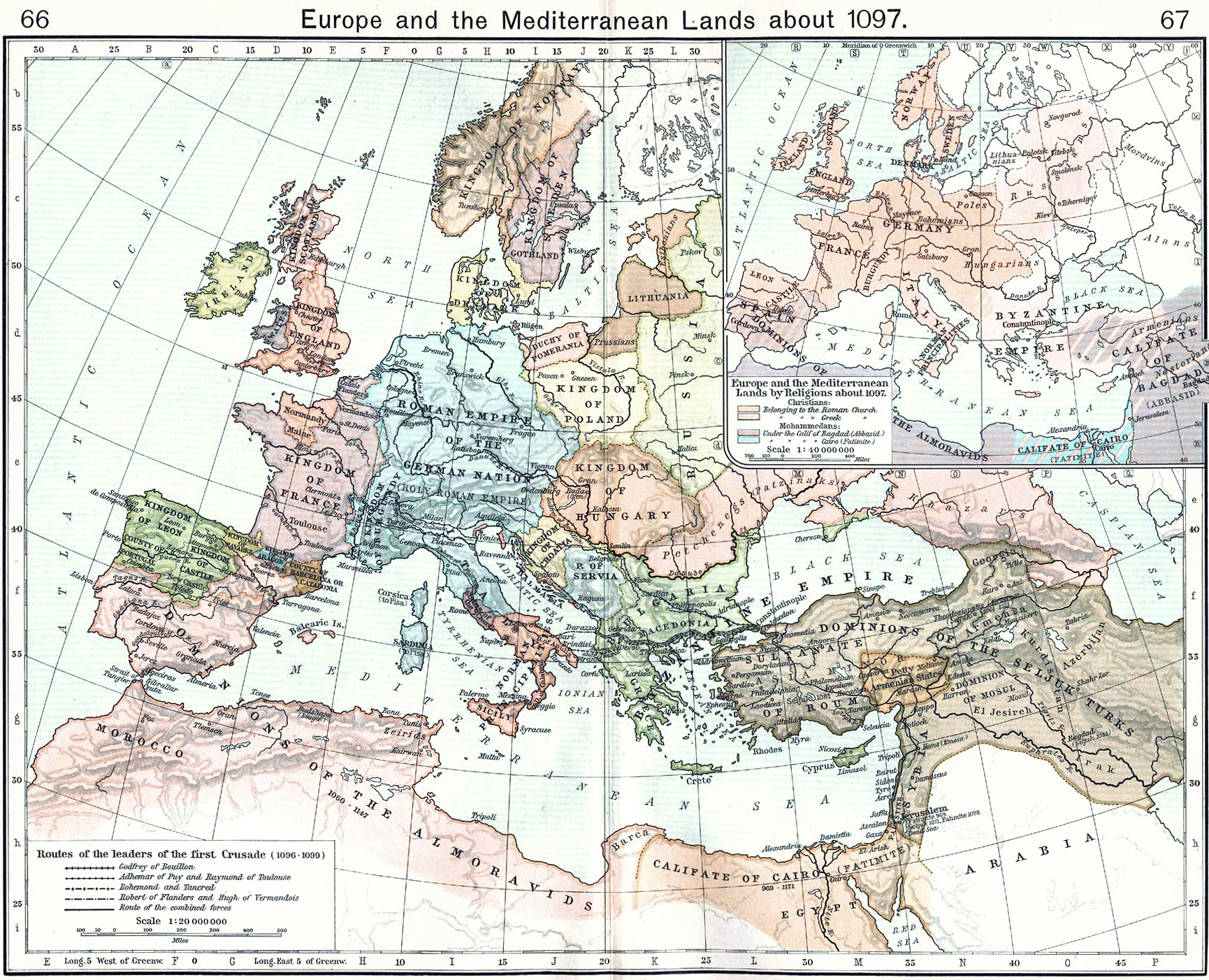
第一次十字军东征时期的行军路线

十字军正规军在约定的1096年8月开始向东进发。四支主要的十字军选取了不同的行进路线，于1096年11月至1097年4月的时间段内在君士坦丁堡城墙外集结。韦尔芒杜瓦的于格最早到达，戈弗雷、雷蒙德、博希蒙德随后而至。阿历克塞对此次大军的前来所做的准备更充分，这支正规军基本未对拜占庭带来侵扰。
尽管有当时的许多目击者记载了这支军队的大致人数，现代很多历史学家也做了研究，但是实际上依旧很难对第一次东征的整个十字军兵力做出准确的估计。学者大卫·尼科尔认为队伍中拥有30000至35000名十字军，包括五千骑兵；雷蒙德的兵力数字最高，麾下坐拥8500步兵和1200骑兵。

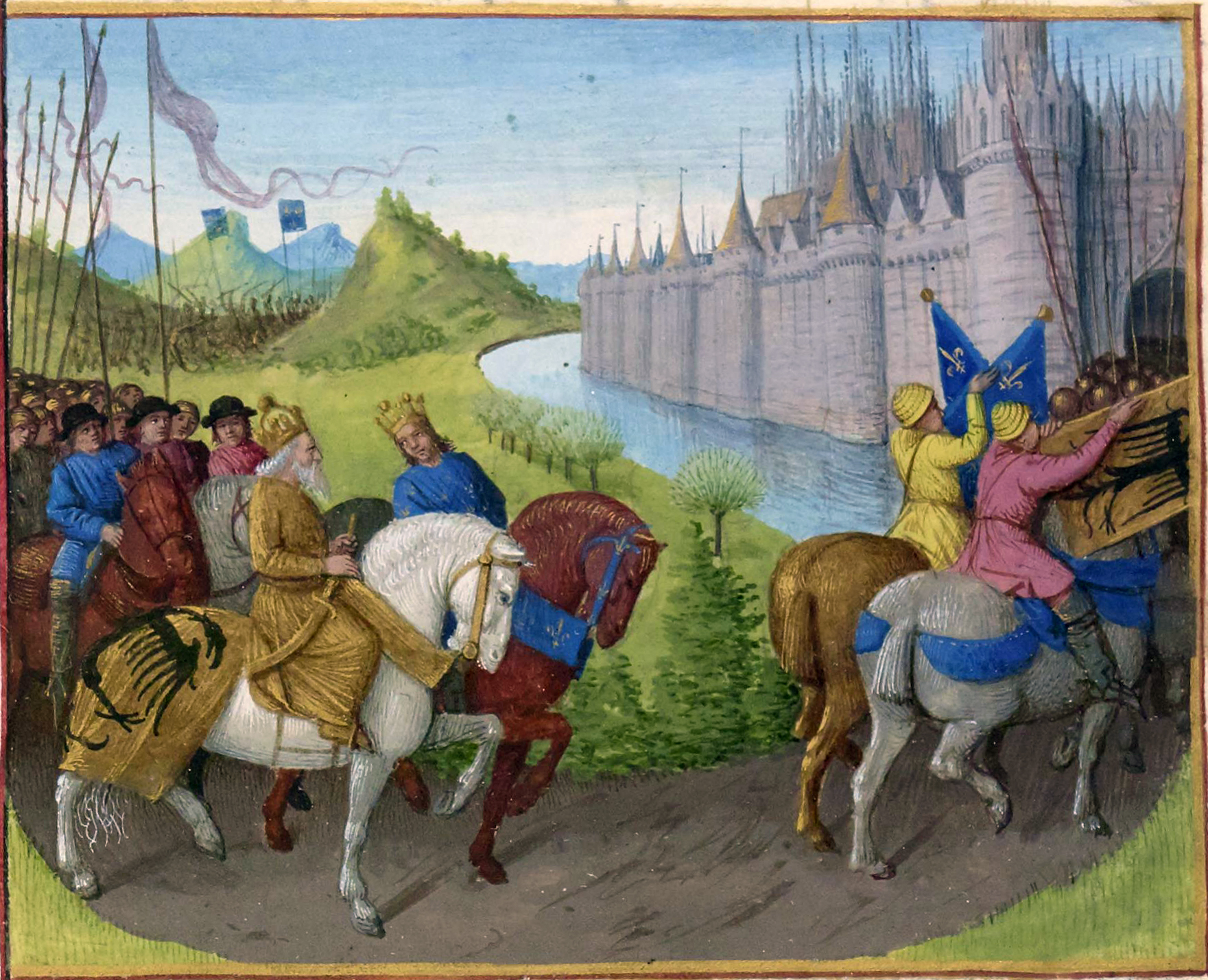
让·富凯所作的“十字军到达君士坦丁堡”

西来的十字军并未携带很多的粮饷，因而希望东罗马皇帝阿历克塞能够给予他们充足的物质支持。阿历克塞对此相当警惕，一部分是由于受到平民十字军的前车之鉴，另外也是因为十字军阵中有着他此前的老对手——诺曼人博希蒙德——他曾经跟随其父罗贝尔·吉斯卡尔多次入侵拜占庭，而且博希蒙德可能在驻扎在君士坦丁堡城外的时候还试图进攻这座城市。
十字军曾希望阿历克塞一世可以领导他们，但皇帝本人却对此毫无兴趣，他专注于将这群西欧前来的煞星尽快运送至海峡东岸。作为对供给粮饷和其他补给品的回报，阿历克塞要求十字军将领向他效忠，并承诺把从突厥人手中夺回的土地归还拜占庭帝国。戈弗雷率先立誓表忠，其他大部分诸侯也效仿戈弗雷的做法，不过当十字军大队进入君士坦丁堡后便开始表现出渴望搜刮百姓的形迹，几乎爆发军队与市民之间的冲突。雷蒙德拒绝了宣誓，但他保证不会做出对帝国有害的事情。在将所有的部队送过博斯普鲁斯海峡后，阿历克塞给予了即将迎战塞尔柱人的十字军众将们一些应敌的建议。

### 围困尼西亚
1097年上半年，十字军大军越过海峡，隐士彼得和他手下幸存的平民十字军加入了新至的大军。此外，阿历克塞派遣了曼努埃尔·伯托米特斯和塔第吉欧斯两位拜占庭将领予以协助。十字军将首战目标指向了尼西亚。尼西亚原本是拜占庭统治下的城市，但沦陷后成为基利杰阿尔斯兰一世的罗姆苏丹国都城。阿尔斯兰正在安纳托利亚中部与土库曼人的达尼什曼德王朝作战，低估了西来的十字军，而将金库和眷属都留在了后方的尼西亚城内。十字军随即开始长时间围困这座城市。当阿尔斯兰得知消息后，勒马回头，在5月16号向十字军展开进攻，但被出乎其意料的庞大队列所逼退。在接下来的战役中，基利杰阿尔斯兰一世腹背受敌损失惨重。
对尼西亚的围攻一直持续，然而十字军发现无法封锁城市所在伊兹尼克湖的水源，因而围困所获甚微。为了破城，阿历克塞通过滚木运输为十字军提供战船。6月18日，尼西亚城的突厥人守军宣布投降。这座城市被移交给拜占庭军队，这通常被描述为帝国和十字军此后分歧的源头：拜占庭的旗旐重新飘扬于尼西亚城的墙头，十字军被禁止搜刮，甚至除了少量的随军乐队外被完全禁止入城。不过这些政策完全符合出征前他们对皇帝的宣誓，而且阿历克塞一世也承诺为十字军的战果提供优厚的报酬。正如托马斯·阿斯布里基所写：“攻陷尼西亚是十字军与拜占庭通力合作的成果。”在移交尼西亚托管完毕后，十字军继续向耶路撒冷挺进。布卢瓦伯爵斯蒂芬二世在写给妻子阿德拉的信中称，他坚信接下来的旅程会耗费五周的时间，但实际上这段时间达两年之久。

### 多里留姆之战

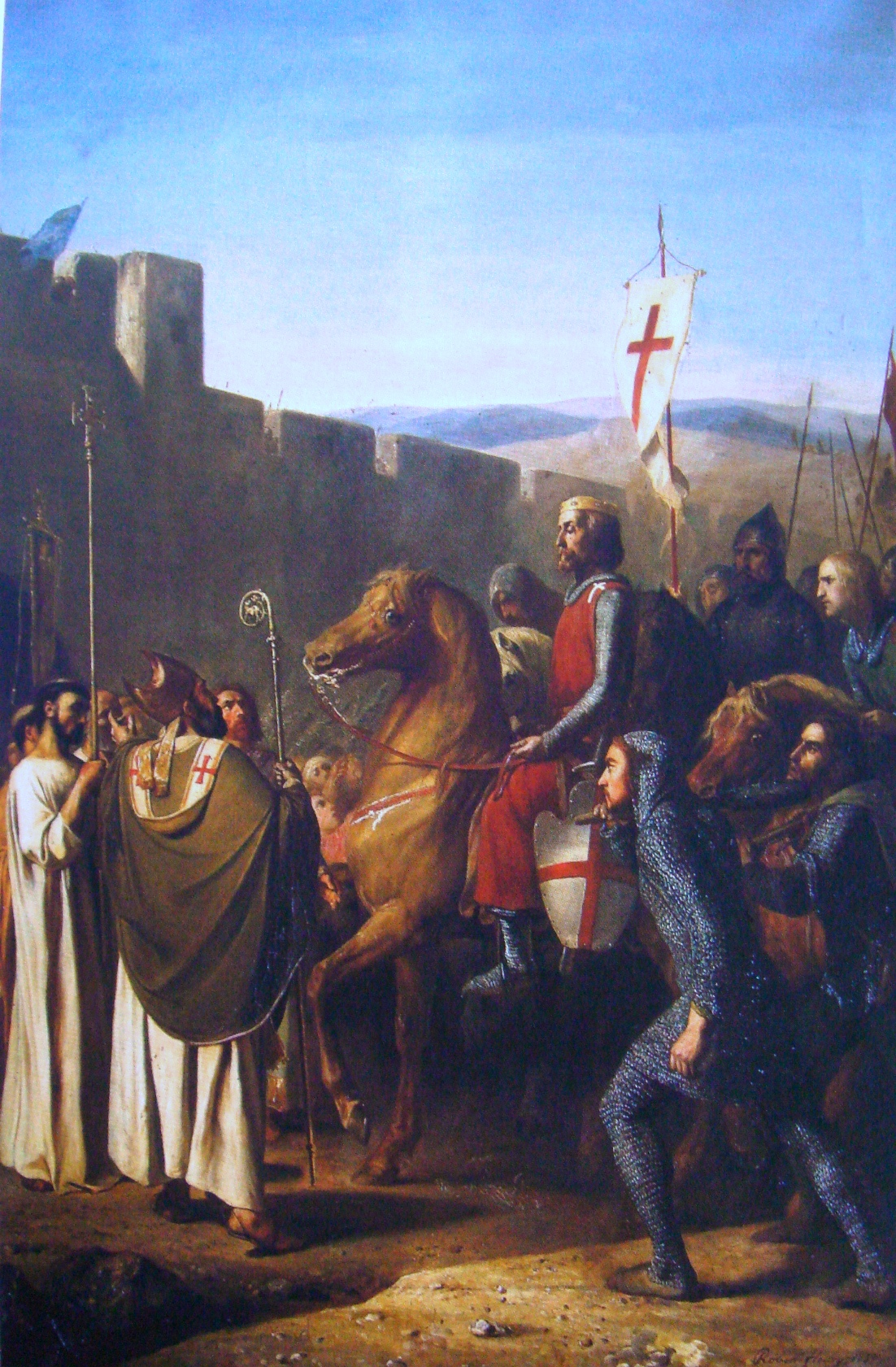
1098年，鲍德温进军埃德萨，受到了亚美尼亚牧师们的欢迎

6月末，十字军继续穿梭在安纳托利亚半岛上，期间一直有拜占庭将军塔第吉欧斯的部队陪伴，而且他们也十分相信阿历克塞会派遣更多的援军来协助他们。为了便于统率，十字军一分為二，分别由诺曼人和法国人领导。两队约定在多里留姆城会师，然而行进更快的诺曼人于7月首日遭受阿尔斯兰的攻击。在尼西亚被击退之后，阿尔斯兰集结了更多的兵力，卷土杀回，以高机动性的骑射手将诺曼十字军包围。被围的十字军“部署成严密的防御阵型”，将辎重装备和非战斗单位藏于阵中心，并遣人突围求援。法国人领导的十字军随后赶到，戈弗雷突破了突厥人的战线，阿希马尔主教则从后方包抄；突厥人原本希望歼灭诺曼十字军，没有预料到援军到达如此迅速，猝不及防，之后收兵撤退。
此后，十字军长驱直入，但阿尔斯兰在后撤的途中将所有有价值的东西都焚毁殆尽，因此快速的行进并不那么欢欣。时至酷暑，十字军缺粮少水，军中许多人畜因此丧生。沿途一些信奉基督教的同胞有时会给大军提供一些食物，但远不及行军作战所需，因此十字军一有机会就进行掠夺。个别将领为了总领导权而争执，尽管他们中除阿希马尔主教公认为精神领袖之外，并没有一位强势到足以掌控全局的人。穿过奇里乞亚山口后，鲍德温一世开进幼发拉底河畔的亚美尼亚，期间他唯一可以认领欧洲领土和财富的途径随着妻子死于征途而泡汤，他也没有了返回欧洲的理由。鲍德温决心在圣地攫取一块自己的封地，他认埃德萨军事长官埃德萨的索罗斯为父。索罗斯虽为亚美尼亚人却推行希腊正教会，因而招致许多不满。1098年，索罗斯在一场很可能由鲍德温所煽动的暴动中被刺杀。3月，鲍德温继承成为新的统治者，建立了首个十字军国家埃德萨伯国。

### 围困安条克

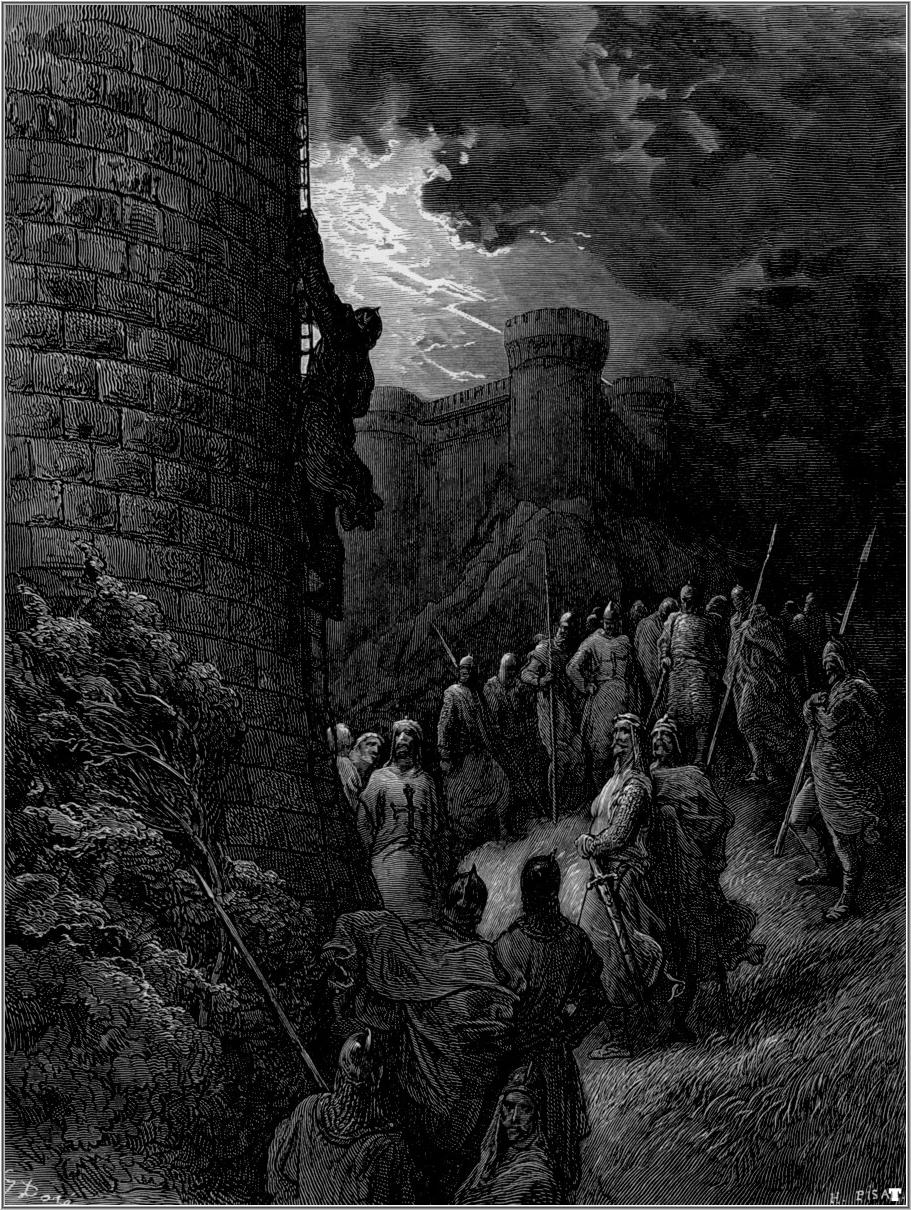
古斯塔夫·多雷的浮雕，描述博希蒙德正在攀爬安条克的城墙

与此同时，十字军大军正赶往安条克，这座城市位于君士坦丁堡至圣城耶路撒冷半程的位置上。布卢瓦的斯蒂芬将其描述为“一座超越信仰的固若金汤的伟大之城”，十字军对于突袭并夺取这样一座城市感到棘手。与其寄希望于以武力迫使敌军投降，不如在城中寻求反叛者的内应——这个战术早在塞尔柱突厥人从拜占庭手中夺取安条克时就已被使用。1097年10月20日，十字军对安条克城展开围困。在八个月的围困期间，十字军击退了由杜卡克和法赫尔·穆尔克·拉德温率领的两支塞尔柱援军。由于安条克面积较大，十字军无法完全包围这座城市，守军因此在被围期间依旧可以获取供给。1098年3月，“萨克森十字军”从海路前来支援，并从西方带来了更充裕的军需补给。
1098年5月，摩苏尔的卡布卡领军前往安条克解围。塔兰托的博希蒙德依靠贿赂买通了一个名叫菲鲁斯的亚美尼亚人，使这个塔楼守军成为内应。不过没过几日，卡布卡的穆斯林援军到来，反将十字军围困在安条克。被围的十字军几乎溃不成军，此时，一位名为彼得·巴塞洛缪的修道士声称圣安得烈托梦告知城内埋藏有圣枪，尽管遭到了一些质疑，但这个标记却大大鼓舞了十字军。
1098年6月28日，由于卡布卡在组织不同派系兵力上的无能，在安条克城外被十字军击溃。根据基督徒目击者称，在战役中，他目睹了一支基督圣人队伍前来援助十字军，削弱了卡布卡的军队。
博希蒙德指责阿历克塞在十字军被围时未予以支援，因此此前所有立下的誓言均应作废，拒绝再效忠于拜占庭。博希蒙德进而宣称安条克为自己的封地，但没有得到所有人的同意（尤其是遭到图卢兹伯爵雷蒙德的反对）。在贵族们的争执中，十字军在1098年暂缓了征程。谈及这段历史，历史学界的一个共同观点认为，法兰西北部的法兰克人、法南部的普罗旺斯人，以及意大利南部的诺曼人都认为自己来自不同的“国家”，纠纷的展开完全是因为他们意图提高自己的个人地位。有些人将纷争的来由指向个人野心膨胀的十字军将领，认为他们应受指责。
一场瘟疫降临到十字军阵中，在内的许多人患病致死，这之中包括死于8月1日的阿希马尔主教。马匹数量也骤减，更糟糕的是，当地的穆斯林农民拒绝为基督十字军提供食品。12月，在阿拉伯城镇迈阿赖努阿曼被攻克后，发生了中世纪记录较详细的一次人类同类相残事件。卡昂的拉多夫写道，“在迈阿赖努阿曼，我们的军队将成年的异教徒放入锅内煮；而儿童则被切碎后烤熟以供食用。”与此同时，未成年的骑士和许多士兵日益地感到不安，恐惧继续踏上前往耶路撒冷的道路，而他们的將領們则仍在喋喋不休的争吵着。最终于1099年初，征程重新开始，博希蒙德则留了下来，建立了安条克公国。

### 重启征程
沿着地中海海岸南下，除了围攻的黎波里的亚卡之外，十字军几乎没有遇到抵抗。这是由于地方的统治者更倾向于保持安宁，非但没有抗争，反而为大军输送补给。6月7日，十字军抵达耶路撒冷，一年前，圣城刚刚被法蒂玛王朝从塞尔柱人手中夺取。十字军中的许多人在经过长途跋涉，劳累不堪，最终在见到这座圣城后哭泣不止。

### 围困耶路撒冷

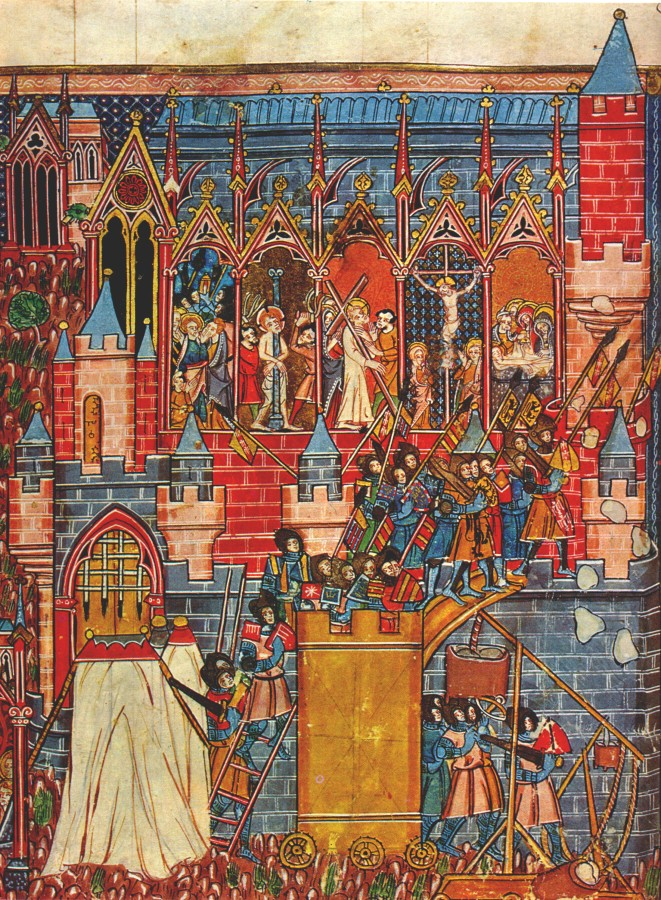
耶路撒冷围攻战

当十字军来到耶路撒冷城外，他们看到的是满目贫瘠，缺食少水的乡村景象，不但迥異於想像中的聖地風貌，而且还随时会有被地方法蒂玛统治者袭击的危险。此时的十字军缺少足够的兵力、补给与时间，完全做不到像在安条克时那样去封锁城市。于是他们更寄希望于强攻破城。对于这支前往耶路撒冷时仅有12000人（包括1500的骑兵）的队伍而言，也许别无选择。这支军队由来自西欧各个地方，效忠不同宗主的成员构成，彼此间的原有的情谊也在不断降低。例如当戈弗雷和坦克雷德在城北安营之时，雷蒙德却前往城南扎寨。此外，普罗旺斯来的士兵并未参加6月13日的首次攻城。这次攻击很可能并不是一次正经的作战，而只是一次徒劳的投机，而当他们翻上耶路撒冷的外墙时，又被内城的守军所打退。
首次尝试失败过后，多位十字军领袖组织了一场会议，一致认为未来的攻击应在合理的协同之下进行。6月17日，古列尔莫·安布里科带领一帮人自热那亚来到雅法，为十字军带来熟练的工程技师，更甚的是他们将自己的船只拆除以获取木材，制造工程机器。而当名为彼得·德西德流斯的修道士声称透过神的视野了解取胜之道后，十字军士气大涨。彼得传授的方法是令士兵斋戒，并赤脚绕着耶路撒冷城墙，城墙会自动倒塌——这套说辞与《聖經》中约书亚在杰里科的故事并无二致。经过三天的斋戒后，7月8日，十字军开始按照彼得·德西德流斯的指示行动，不久之后，各派系的争执开始化解，进而走向公开的和睦。尔后传来法蒂玛王朝的援军开始从埃及启程的消息，激励十字军下决心再次强攻圣城。
最后一次对耶路撒冷展开的强攻开始于7月13日。雷蒙德的军队从南门攻击，其他部队则强攻北部的城墙。一开始，普罗旺斯人在城南进展甚微；而北部的十字军表现得更好，虽然缓慢，但稳定地消耗着敌方守军。7月15日，两端同时展开最终的强攻，最终北部的内城城墙被攻破。在沦陷的恐慌中，守军在两端都放弃了继续防御，十字军随之破城而入。

#### 大屠杀
臭名昭著的大屠杀接踵而至，是一次“极端的暴力和煎熬式的信仰”。十字军成员认为攻陷耶路撒冷后势必会展开大屠杀。但是有些历史学家提出屠戮的规模或许在中世纪晚期的资料中被夸大——部分受到穆斯林的资料的影响，部分是对十字军用于描述异教徒末日的记录的误解。现世的穆斯林对于中世纪这次大屠杀的话题多以静默回应。
在北部城墙被攻破后，溃败的防御者们逃往圣殿山，坦克雷德则带人紧追不舍。坦克雷德的手下在耶路撒冷在守军在此处设防前杀到，屠杀了不少敌军士兵，残余者前往阿克萨清真寺避难。之后，坦克雷德叫停了屠杀，为清真寺中的人们提供保护。当城南的守军听闻北边失守后，他们也放弃了防守并逃亡堡垒，雷蒙德及普罗旺斯士兵于是也杀入城内。耶路撒冷的驻军统率伊夫蒂哈尔·亚德-道拉与雷蒙德达成了一项协议，堡垒中的军队偃旗投降，以换取雷蒙德使他们安全撤往亚实基伦的保证。当日余下的时间内屠杀仍在持续。穆斯林被不分青红皂白地杀戮，躲进教堂的犹太人们也被十字军纵火焚烧致死。接下来的几日内，坦克雷德在清真寺的俘虏同样被杀死。虽说如此，城内还是有穆斯林和犹太人在屠杀中幸存，他们或成功逃生，或被赎回。而城中的基督教徒却因围攻战前被统治者驱逐而因祸得福，没有遭遇屠杀的不幸。

### 耶路撒冷王国的建立

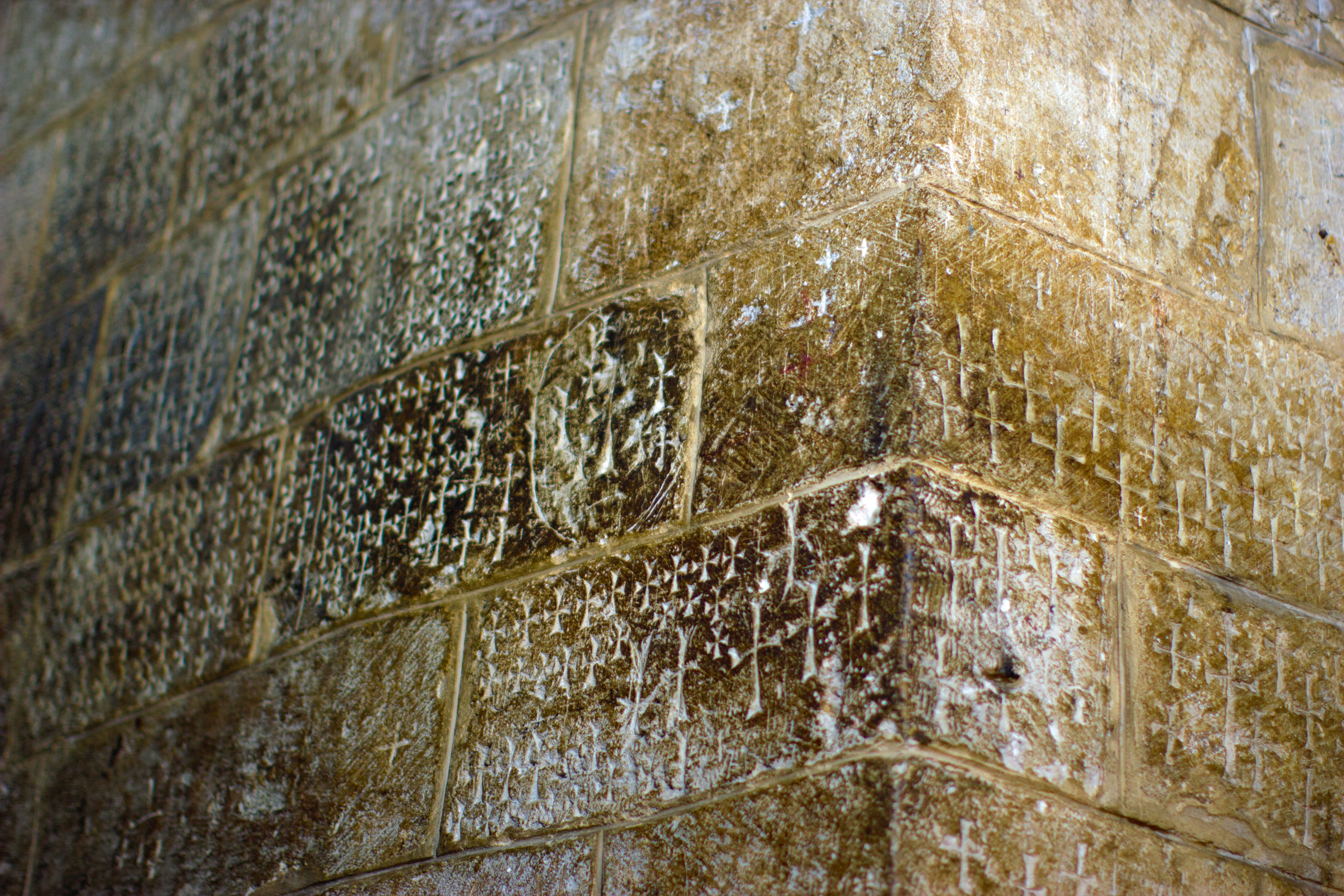
耶路撒冷圣墓教堂内的刻纹

7月22日，圣墓教堂内举行会议为新创建的耶路撒冷王国确立国王。图卢兹的雷蒙德最初拒绝被选为国王，或许是在展示自己的虔诚，但他很可能依旧希望其他贵族保持对他的支持。雷蒙德做让步行为后，戈弗雷成为了较大的热门。雷蒙德对局势的发展感到愤怒，于是带着自己的人马离开了圣城。关于戈弗雷的头衔的确切性质与含义存在着一些争议。尽管广泛传言他的的头衔为“Advocatus Sancti Sepulchri”（圣墓的“维护者”或“防卫者”），不过这个名称只有一次出现在信件中，而且不是戈弗雷所写。戈弗雷本人似乎使用过“princeps”这样更含糊的字眼，或是沿用那下洛林的“公爵”称号。根据泰尔的威廉在12世纪晚期的文献，戈弗雷已经演变为十字军掌控下耶路撒冷的传奇性英雄，被描述为拒绝在耶稣戴上“荆棘王冠”的地方头戴“金色王冠”的人。当时十字军中的编年史作者修士罗伯特的资料则显示戈弗雷的头衔即是“国王”。

### 阿斯卡隆战役

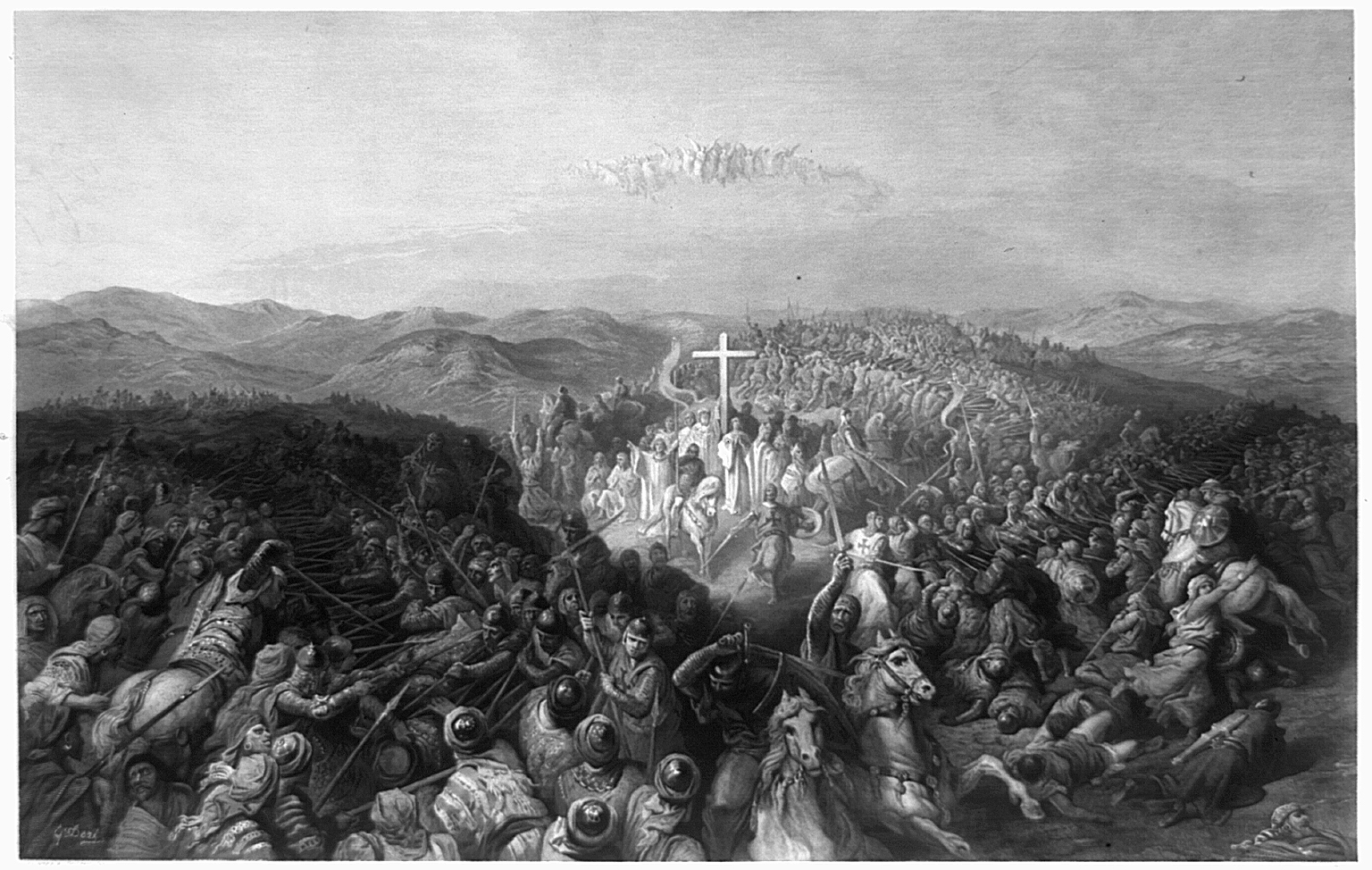
一副关于阿斯卡隆战役场景的浮雕作品

在前往耶路撒冷的途中，十字军曾一度希望与法蒂玛王朝议和，但无济于事。当他们夺取耶路撒冷之后，得知法蒂玛军队即将来袭。8月10日，戈弗雷带着余下的部队行军一日，来到阿斯卡隆附近。据估计，法蒂玛王朝投入战斗的军力大约为5万人（也有推测为2至3万人），由塞尔柱突厥人、阿拉伯人、波斯人、库尔德人和埃塞俄比亚人组成，统帅是王朝在埃及的维齐尔阿夫达·沙汉沙阿。而十字军，随军的编年史作者阿吉莱尔的雷蒙德预计只有1200的骑兵和9000步兵。8月12日，十字军的侦查兵发现了法蒂玛军队的营寨，且就在十字军行军路线的前方。虽然两军军力悬殊，但十字军打了一个出其不意，而且法蒂玛军疏于准备，战役只持续了很短的时间，随后阿法达沙阿就下令撤兵至亚实基伦城内，并强化了城防。翌日，十字军得知阿法达沙阿已乘船撤回埃及，于是便将法蒂玛军营寨中剩余的东西掠夺一番，打道回府。回到耶路撒冷后，大部分的十字军士兵都选择回西欧老家。

## 1101年十字军

1101年十字军在安纳托利亚半岛的路线图

夺取圣城和圣墓教堂，象徵着十字军履行并完成他们立下的誓言。但有一部分人在到达耶路撒冷之前便已返回欧洲，还有一些人从未离开过欧洲。当东征成功的消息传开后，许多这样的人被亲戚嘲笑、蔑视，并被教宗逐出了教会。而那些坚持到最后来到圣城的十字军也大多在事后回到了欧洲，据记载，只有大概百来位骑士于1100年留在了新建立的王国中。戈弗雷只统治了一年时间，便于1100年7月逝世。戈弗雷的兄弟，埃德萨的鲍德温接过了王冠，也是第一位使用耶路撒冷国王头衔的人。
隔年，1101年十字军启程，成员中包括布卢瓦的斯蒂芬、韦尔芒杜瓦的于格等先前中途返回的一些诸侯和士兵。在小亚细亚，遭遇塞尔柱人的这支十字军几乎全军覆灭，不过残余存活下来的人来到了耶路撒冷并充实了王国的力量。随后几年，在叙利亚港口做生意的意大利商人给予了新王国援助；同时，鲍德温一世统治期间，圣殿骑士团与医院骑士团相继成立。

## 后续

1135年的近东局势，标注红色十字的为第一次十字军东征后建立的十字军国家

第一次十字军东征建立了埃德萨伯国、安条克公国、耶路撒冷王国和位于巴勒斯坦的的黎波里伯国四个“十字军国家”，亚美尼亚难民组成的奇里乞亚亚美尼亚王国等国也成为了十字军的盟友。
回到西欧的那些曾到达耶路撒冷的十字军成员被视为英雄。例如，为表彰法兰德斯的罗伯特的战功，他被冠以“耶路撒冷”（Hierosolymitanus）的称号。而在布永的戈弗雷死后，他的一生流传为传奇。在西欧，许多政治局势因某些人物离开故土去参加东征而受到重大影响。比如罗贝尔·柯索斯参加十字军后，他的弟弟亨利一世在英格兰继承了他的王位，间接导致了1106年的坦什布赖战役。
同时，十字军国家的建立大大缓解了塞尔柱人加于拜占庭帝国头顶的压力，拜占庭也在十字军的帮助下收复了部分安纳托利亚的土地，而且在12世纪度过了一段相对和平、繁荣的岁月。首次十字军东征对于东边的穆斯林王朝的影响显得迟缓但重要。1092年，马立克·沙一世死后，塞尔柱帝国走向动荡与分裂，拜占庭向天主教会的求援使得塞尔柱人之后面对的是拉丁国家的协同防御。东西教派的合作艰难维持了几十年，然而地中海东岸从埃及到叙利亚直到巴格达的土地都在穆斯林国家的掌控下，有着各种呼吁将十字军驱逐出去的声音，在后来萨拉丁的阿尤布王朝连结周边区域并收复耶路撒冷之时达到高潮。

## 创作灵感
东征的成功激发了12世纪法国诗人文学创作的灵感，他们开创名为“武功歌”的体裁来歌颂戈弗雷以及其他十字军的战功。其中的部分——如《安提奥奇之歌》——是接近历史题材的；而其他一些作品则完全是魔幻题材，描述与巨龙的战斗，或是将戈弗雷与传说中的天鹅骑士联系在一起。《Crusade cycle》就是一部较为出名的武功歌。首次东征也为后世的艺术家提供了题材。1580年，托尔夸托·塔索撰写了虚构史诗《被解放的耶路撒冷》。格奥尔格·弗里德里希·亨德尔据塔索的著作编写了歌剧《里纳尔多》。类似的，朱塞佩·威尔第以19世纪的诗人托马索·格罗西的叙事诗《伦巴第人在第一次十字军中》为基础，创作出一部同名歌剧《伦巴底人》（I Lombardi ）。

### 引用
1. ↑  Asbridge 2012，第42頁，The Call of the Cross.
2. ↑  Tyerman 2006，第51–54頁.
3. ↑  Cowdrey 1977，第1–29頁.
4. 1 2  Fletcher 1987，第34頁.
5. 1 2  Nelson 1978，第697頁.
6. ↑  Riley-Smith 2005，第7頁.
7. ↑  Asbridge 2004，第3–4頁.
8. ↑  Riley-Smith 1991，第5–8頁.
9. ↑  Asbridge 2004，第17頁
10. 1 2  Treadgold 1997，第8 Graph 1頁.
11. ↑  Asbridge 2004，第15–20頁.
12. ↑  Holt 1989，第11, 14–15頁.
13. ↑  Gil 1997，第410, 411 note 61頁.
14. ↑  Holt 1989，第11–14頁.
15. ↑  Erdmann 1935.
16. ↑  Riley-Smith 1991，第1頁.
17. ↑  Runciman 1980，第76頁.
18. ↑  Runciman 1980，第31頁.
19. ↑  Runciman 1980，第30–31頁.
20. ↑  Gil 1997，第420頁; 关于塞尔柱在巴勒斯坦地区的活动，可详阅第410-412页.
21. ↑  Michael the Syrian，第170-171頁.
22. ↑  Asbridge 2004，第17頁; 关于乌尔巴诺二世的个人动机，可参阅19 - 21页.
23. 1 2  Vryonis 1971，第85–117頁.
24. ↑  Madden 2005，第7頁.
25. ↑  Tyerman 2006，第56–57頁.
26. ↑  Riley-Smith 2005，第17頁.
27. ↑  William of Tyre，第60頁.
28. ↑  Riley-Smith 2005，第10–12頁.
29. ↑  William of Tyre，第65–66頁.
30. ↑  Asbridge 2004，第15頁.
31. ↑  Asbridge 2004，第32頁.
32. ↑  Munro 1906，第231–242頁.
33. ↑  Peters 1998.
34. ↑  Asbridge 2004，第31–39頁
35. ↑  Riley-Smith 2005，第8頁.
36. ↑  Tyerman 2006，第65頁.
37. ↑  Asbridge 2004，第46–49頁.
38. ↑  Asbridge 2004，第65–66頁.
39. ↑  Asbridge 2004，第41頁.
40. ↑  Asbridge 2004，第68頁.
41. ↑  Asbridge 2004，第69頁.
42. ↑  Riley-Smith 1998，第15頁.
43. ↑  Asbridge 2004，第69–71頁.
44. ↑  Asbridge 2004，第55–65頁.
45. ↑  Riley-Smith 1998，第21頁.
46. ↑  Asbridge 2004，第77頁.
47. ↑  Asbridge 2004，第71頁.
48. ↑  Riley-Smith 1998，第93–97頁.
49. 1 2 3  Neveux 2008，第186–188頁.
50. ↑  Asbridge 2004，第78–82頁.
51. ↑  William of Tyre，第82–85頁.
52. ↑  Asbridge 2004，第80–81頁.
53. 1 2  Riley-Smith 2005，第28頁.
54. ↑  Asbridge 2004，第82頁.
55. ↑  Riley-Smith 2005，第26–27頁.
56. ↑  Asbridge 2004，第101–103頁.
57. ↑  Riley-Smith 1991，第50頁.
58. ↑  Asbridge 2004，第84–85頁.
59. ↑  Tyerman 2006，第102頁.
60. 1 2  Tyerman 2006，第103頁.
61. ↑  Riley-Smith 2005，第24頁.
62. ↑  Tyerman 2006，第103–106頁.
63. ↑  Asbridge 2004，第103–105頁.
64. ↑  Nicolle 2003，第21, 32頁.
65. ↑  Asbridge 2004，第106頁.
66. ↑  Asbridge 2004，第110頁.
67. ↑  Asbridge 2004，第110–113頁.
68. ↑  Asbridge 2004，第117–120頁.
69. ↑  Asbridge 2004，第124–126頁.
70. ↑  Asbridge 2004，第126–130頁.
71. ↑  Asbridge 2004，第130頁.
72. ↑  Tyerman 2006，第122頁.
73. ↑  Asbridge 2004，第132–34頁.
74. 1 2  Asbridge 2004，第135頁.
75. ↑  Asbridge 2004，第138–39頁.
76. 1 2  Hindley 2004，第37頁.
77. ↑  Runciman 1980，第149頁.
78. ↑  Hindley 2004，第38頁.
79. ↑  Hindley 2004，第39頁.
80. 1 2  Asbridge 2004，第163–187頁.
81. ↑  Tyerman 2006，第135頁.
82. ↑  Runciman 1987，第231頁.
83. ↑  Tyerman 2006，第142–143頁.
84. ↑  Tyerman 2006，第137頁.
85. ↑  Lock 2006，第23頁.
86. ↑  Runciman 1987，第261頁.
87. ↑  Hotaling 2003，第114頁
88. ↑  Tyerman 2006，第150頁.
89. 1 2 3 4 5 6  Tyerman 2006，第153–157頁.
90. ↑  Konstam 2004，第133頁.
91. 1 2 3 4 5 6 7  Tyerman 2006，第157–159頁.
92. ↑  Tyerman 2006，第159頁.
93. ↑  Tyerman 2006，第159–160頁.
94. ↑  William of Tyre.
95. ↑  Riley-Smith 1979，第83-86頁.
96. ↑  Murray 1990，第163-178頁.
97. 1 2  Baldwin 1969，第340頁.
98. 1 2  Baldwin 1969，第341頁.
99. ↑  Lock 2006，第141頁.
100. ↑  Riley-Smith 2005，第35頁
101. ↑  Tyerman 2006，第161頁.
102. ↑  Lock 2006，第142–144頁.
103. ↑  Baldwin 1969，第379–380頁.
104. ↑  Neveux 2008，第176–177頁.
105. ↑  Baldwin 1969，第404–405頁.
106. ↑  Baldwin 1969，第443–447頁.
107. ↑  Baldwin 1969，第616–620頁.
108. ↑  Edgington，第23-37頁.